# Zoltán Gera
Zoltán Gera (Pécs, 22 april 1979) is een Hongaars voormalig profvoetballer die aan de zijkanten van het middenveld kon spelen, maar ook als centrale of aanvallende middenvelder. Hij tekende in juli 2014 een driejarig contract bij Ferencváros, dat hem transfervrij overnam van West Bromwich Albion.  Gera speelde tien jaar lang in de Premier League en kwam in bijna tweehonderd competitiewedstrijden in actie, alvorens in de zomer van 2014 op 35-jarige leeftijd terug te keren in eigen land. Met Ferencváros werd Gera in mei 2016 voor de vierde maal Hongaars landkampioen. In 2018 sloot de Hongaar zijn carrière af bij Ferencváros.

## Interlandcarrière
Gera maakte op 13 februari 2002 zijn debuut in het Hongaars voetbalelftal in een vriendschappelijke interland tegen Zwitserland. Hij scoorde op 16 oktober 2002 tegen San Marino een hattrick voor het Hongarije. Met Hongarije nam hij in juni 2016 deel aan het Europees kampioenschap voetbal 2016. Op dit toernooi maakt hij in de afsluitende groepswedstrijd tegen Portugal (3–3) het openingsdoelpunt. Door het gelijkspel plaatste Hongarije zich als groepswinnaar voor de achtste finale. Daarin werd het uitgeschakeld door België.

## Erelijst

### Club
- Ferencvárosi TC
  - Magyar Labdarúgó Liga: 2000/01, 2003/04
  - Beker van Hongarije: 2002/03, 2003/04
  - Hongaarse supercup: 2004
- West Bromwich Albion F.C.
  - Football League Championship: 2007/08
  - Hongaarse Gouden Bal: 2004, 2005
- Fulham FC
  - UEFA Europa League: 2009/10 (finalist)